# Chiesa di Sant'Agostino (Foligno)
La chiesa di Sant'Agostino, anche conosciuta come Santuario della Madonna del Pianto, è un edificio di culto cattolico della diocesi di Foligno.
Sorge in piazza Garibaldi, e rappresenta un importante esempio dell'architettura e decorazione barocche della città.

## Storia

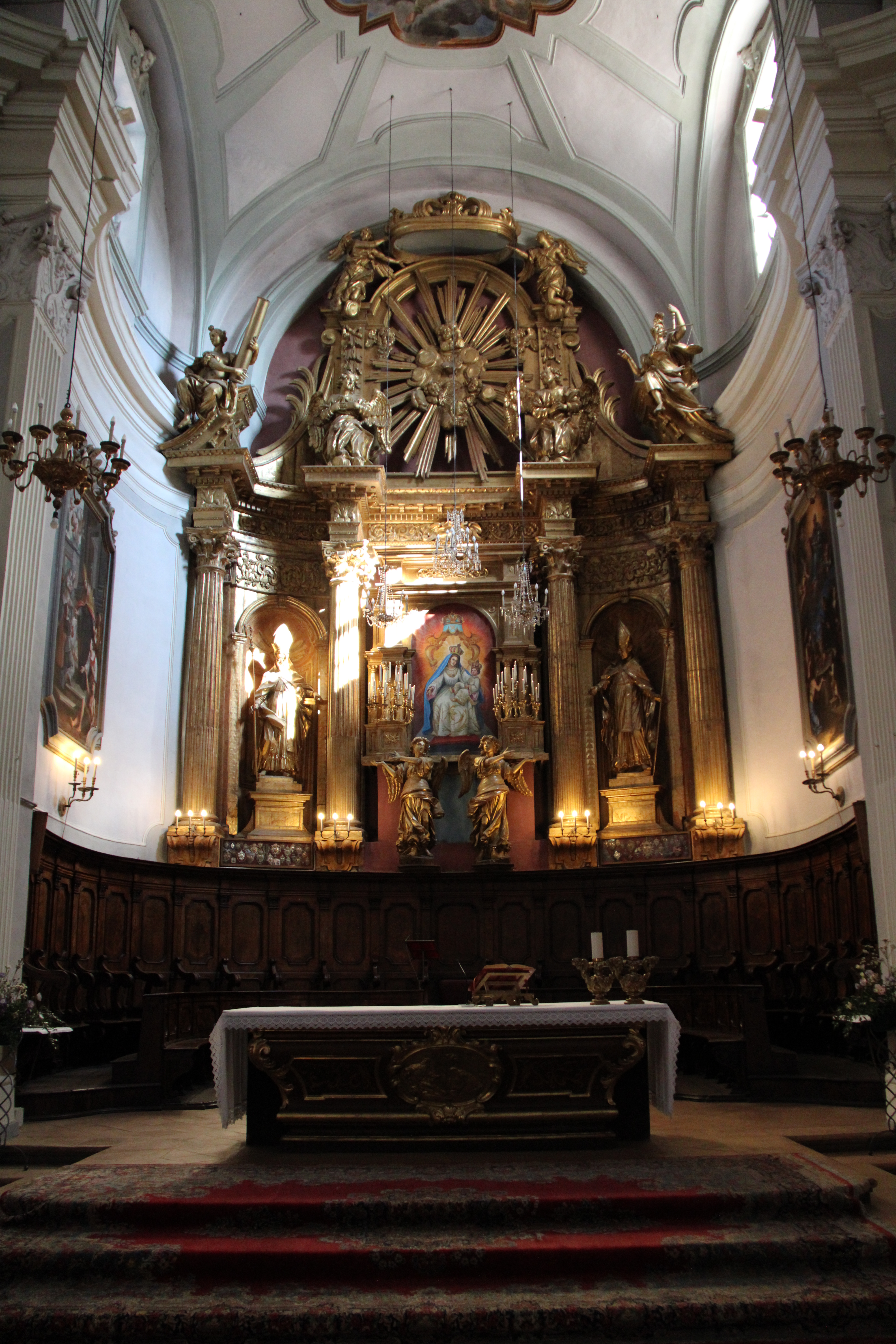
L'altar maggiore barocco.

Una prima chiesa gotica venne qui eretta nel 1248 dal Beato Angelo da Foligno. Presentava pareti affrescate e una copertura a capriate dipinte. L'edificio, con annesso convento, fu il primo insediamento agostiniano di Foligno, rimasto fino al 1810.
Nel XVII secolo la chiesa divenne Santuario della Madonna del Pianto, di cui si hanno notizie a partire dal 1647. Divenuta troppo esigua, nel XVIII secolo venne realizzata una costruzione adiacente, l'attuale chiesa barocca. Eretta fra il 1720 e il 1750 su disegno dell'architetto Bernascoli.
Parte della facciata della chiesa bruciò la notte del 27 agosto 1881, in un periodo di accesa propaganda anticlericale e subito restaurata.
Durante i pesanti bombardamenti alleati del 1944 l'originale Chiesa della Madonna del Pianto andò distrutta, salvandosi solo il bel campanile gotico, i due finestroni e il portale, murati all'esterno del fianco destro della chiesa barocca.

## Descrizione
La chiesa presenta una pianta basilicale a navata unica chiusa da volta a botte. Dietro l'abside si erge il campanile duecentesco, il più alto della città, realizzato in bande di pietra alternate bianche e rosa. La cella campanaria è aperta da grandi bifore ogivali ed è sormontata da una copertura poligonale cupolata rinascimentale.
Sul fianco sinistro della chiesa è il portale rinascimentale attribuito a Rocco da Vicenza, testimone degli interventi quattro-cinquecenteschi. La facciata della chiesa venne realizzata tra il 1748 e il 1750 da Nicolò Cesari e Francesco Antonio Bettini su disegno di Pietro Loni. Tutta in laterizi, appare divisa da quattro colonne corinzie che inquadrano il portale e le due statue di Sant'Agostino e del Beato Angelo da Foligno.
All'interno, oltre ai ricchi altari barocchi delle cappelle laterali, spiccano le cantorie in legno intagliato e dorato, e lo scenografico altare maggiore.
La volta della chiesa è decorata a fresco con la Gloria di sant'Agostino, opera attribuita a Liborio Coccetti.

### Altar maggiore
L'altar maggiore si erge a chiusura del presbiterio, presentandosi come una struttura architettonica in legno scolpito e dorato. Quest'opera venne realizzata nel 1678 da Gioacchino Grampini. Al centro è il dipinto seicentesco della Madonna del Pianto, che funge da pala, incorniciata da un tempietto aggettante sorretto da una coppia di angeli. Ai lati, poste dentro nicchie inquadrate da possenti colonne corinzie, sono le statue di sant'Agostino e di san Tommaso da Villanova. Al di sopra, si ergono le statue di Angeli e della Giustizia e della Fortezza.

## Opere d'arte
La chiesa, oltre ai già citati altari barocchi, conserva notevoli opere pittoriche:
- Elemosina di San Tommaso da Villanova, il beato Alonso de Orozco e San Giovanni da San Facondo, olio su tela, opera di Domenico Luigi Valeri[3]
- Madonna della Cintola con i Santi Agostino e Monica, tela firmata e datata 1593 da Felice Damiani nel finto biglietto posto sul palco.[5]
- Elemosina di San Tommaso da Villanova, opera di Tommaso Nasini.
- Miracolo di San Giovanni da San Facondo, tela del Pittore di Popola, seconda metà del XVII secolo[6]
- L'Angelo custode e le sante Caterina e Agata, di Liborio Coccetti.
- Adorazione dei pastori, opera firmata e datata 1610 da Ventura Salimbeni[7].
- Crocifissione, anch'essa del Salimbeni, purtroppo molto danneggiata nei bombardamenti della seconda guerra mondiale[7].

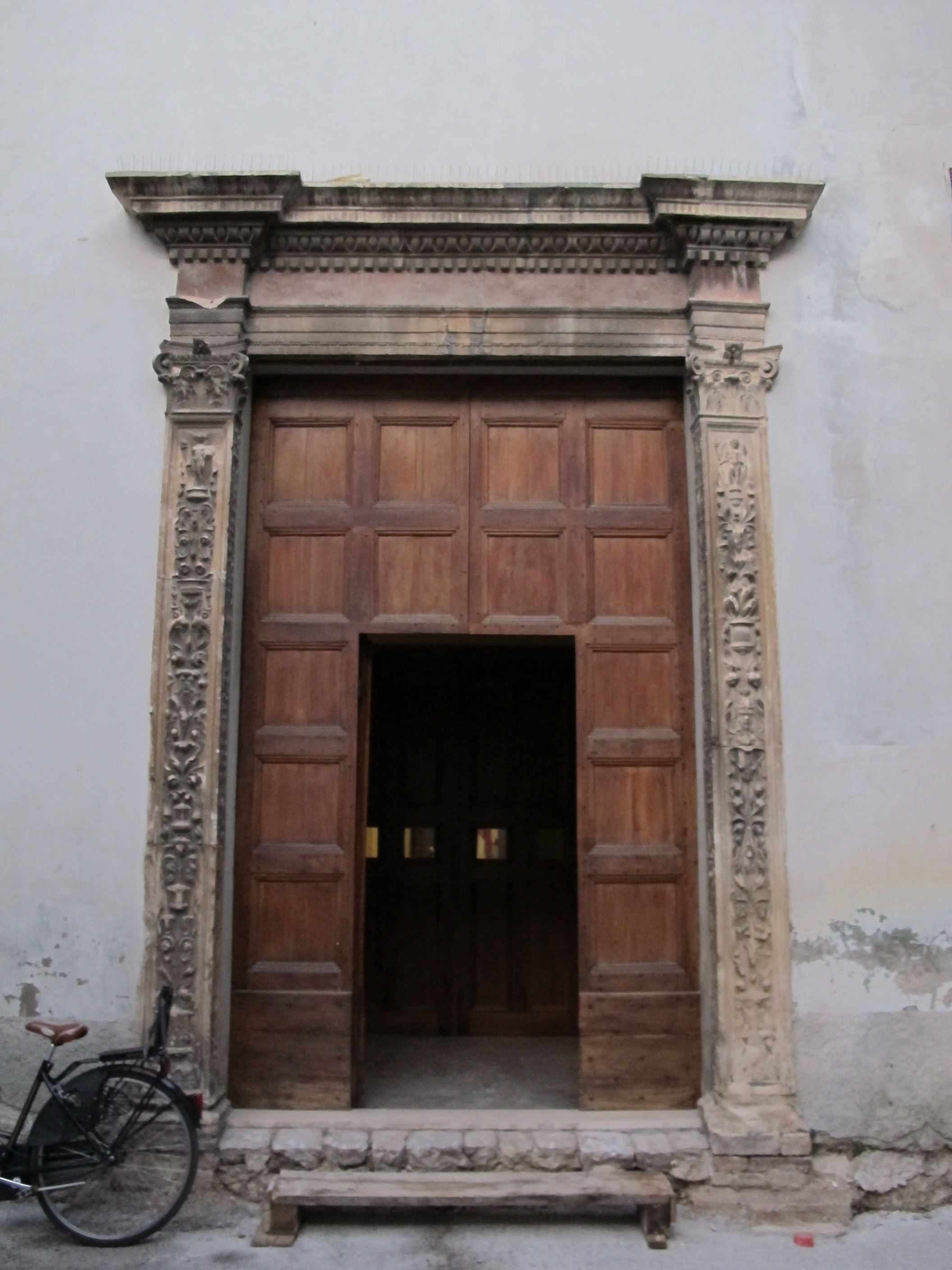
Portale di Rocco da Vicenza
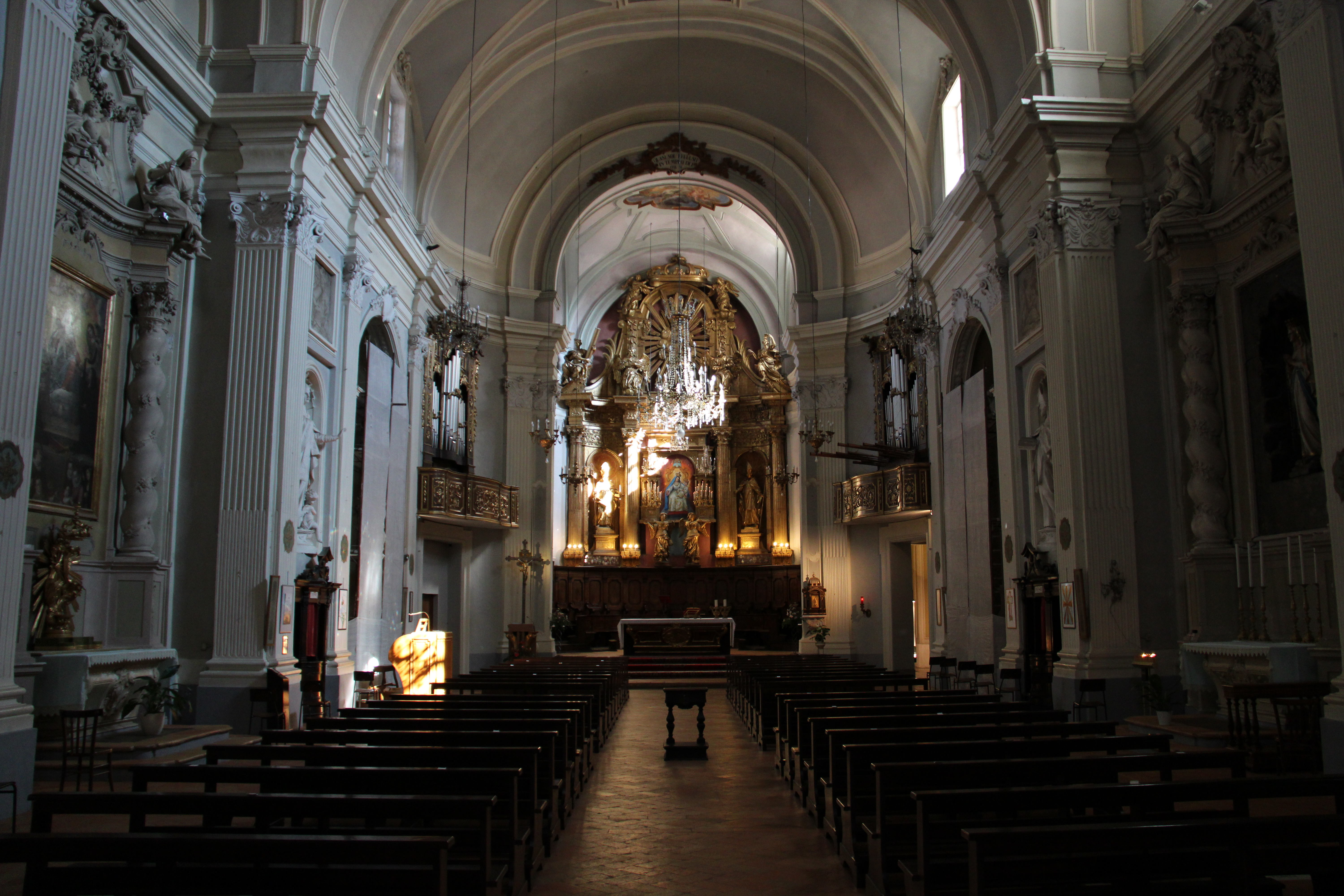
Veduta dell'interno
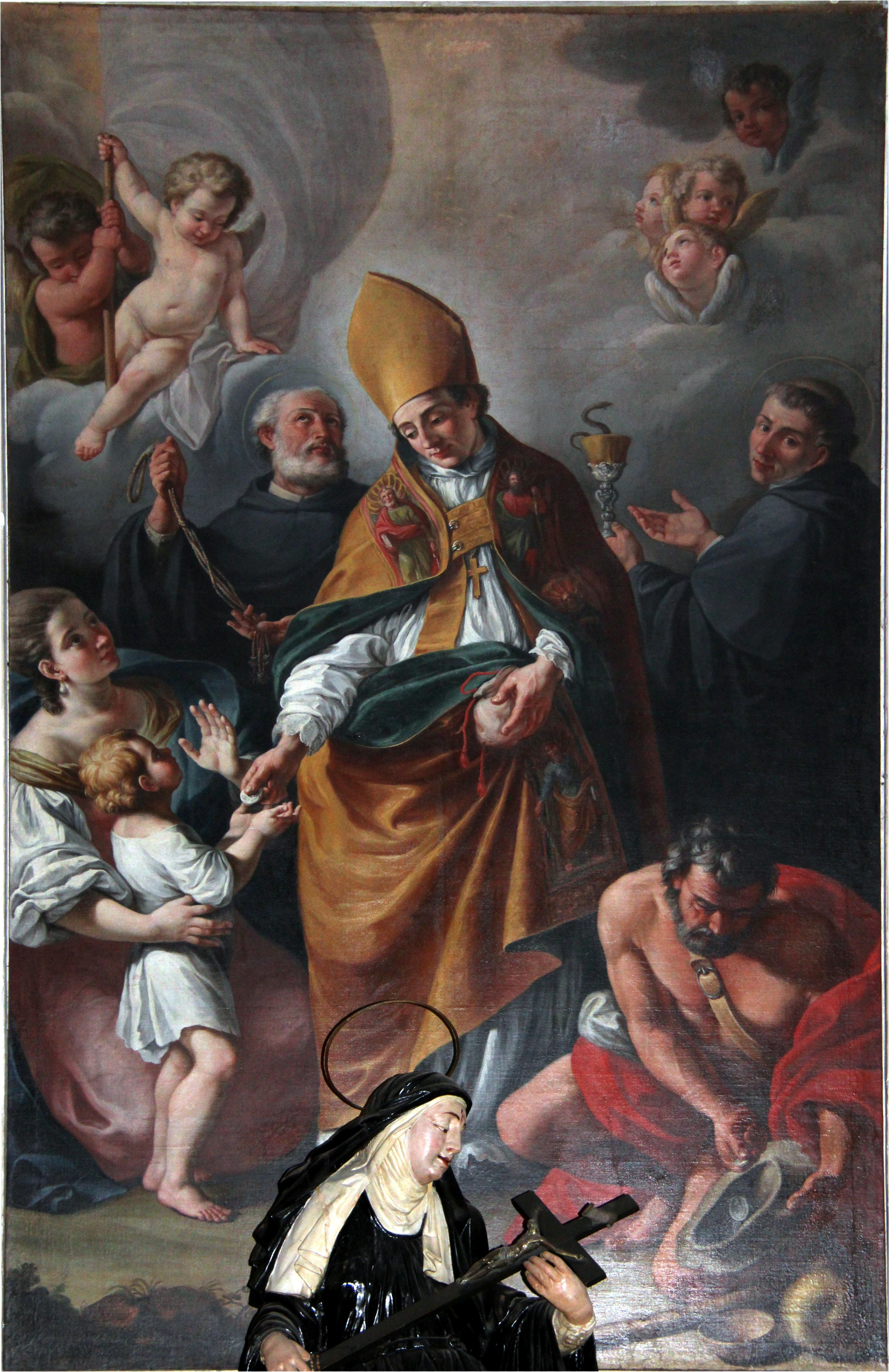
L'Elemosina di San Tommaso da Villanova, il beato Alonso de Orozco e San Giovanni da San Facondo, Domenico Luigi Valeri
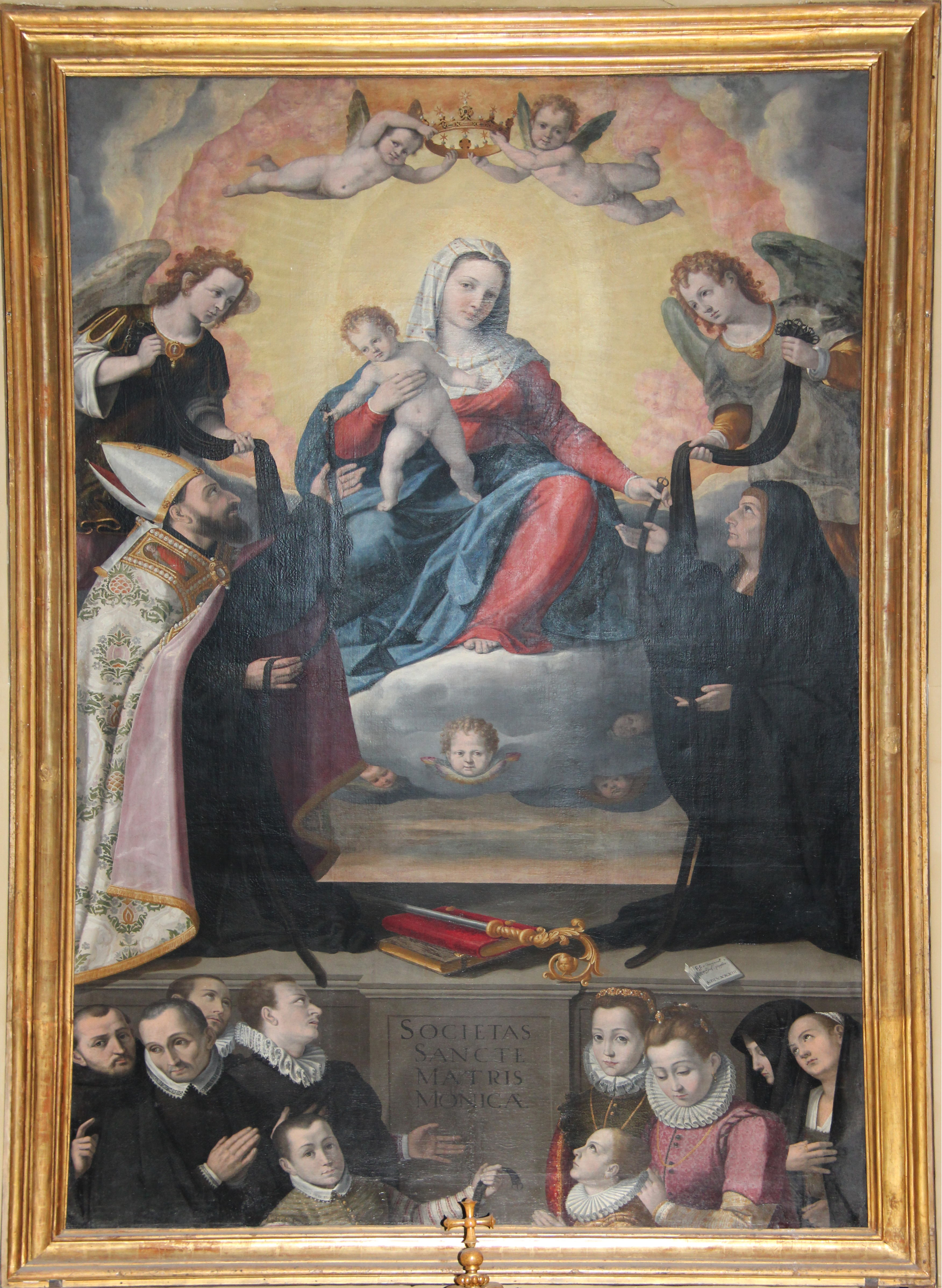
Madonna della Cintola, Felice Damiani